# Diadegma gallicator
Diadegma gallicator là một loài tò vò trong họ Ichneumonidae.